# Diga di Hasan Uğurlu
La diga di Hasan Uğurlu è una diga della Turchia. Si trova nella provincia di Samsun.